# Andrea Stoppini
Andrea Stoppini (Trento, 29 febbraio 1980) è un ex tennista italiano.

## Carriera
In carriera ha raggiunto in singolare la 161ª posizione della classifica ATP, mentre in doppio ha raggiunto il 188º posto. Nel 2006 a Washington sconfigge 6–4, 6–3 l'ex numero uno del mondo Andre Agassi, agli ultimi tornei della carriera

## Statistiche
| Legenda singolare     |
| Grande Slam           |
| ATP World Tour Finals |
| ATP Masters 1000      |
| ATP World Tour 500    |
| ATP World Tour 250    |
| ATP Challenger Tour   |

### Singolare

#### Vittorie (1)
| N. | Data           | Torneo            | Superficie | Avversario in finale | Punteggio   |
| 1. | 17 maggio 2009 | Izmir Cup, Smirne | Cemento    | Marsel İlhan         | 7–6(5), 6–2 |

#### Finali perse (3)
| N. | Data           | Torneo                          | Superficie | Avversario in finale | Punteggio     |
| 1. | 25 luglio 2004 | Guzzini Challenger, Recanati    | Cemento    | Uros Vico            | 7–6, 4-6, 4-6 |
| 2. | 9 luglio 2006  | Nielsen USTA Pro, Winnetka      | Cemento    | Sam Querrey          | 2-6, 3-6      |
| 3. | 20 luglio 2008 | Comerica Bank Challenger, Aptos | Cemento    | Kevin Kim            | 5-7, 1-6      |

### Doppio

#### Vittorie (2)
| N. | Data           | Torneo                              | Superficie  | Compagno          | Avversario in finale          | Punteggio      |
| 1. | 19 agosto 2007 | Acqua Dolomia Tennis Cup, Cordenons | Terra rossa | Alessandro da Col | Alberto Brizzi Marco Pedrini  | 6-3, 7-6       |
| 2. | 27 luglio 2008 | Lexington Challenger, Lexington     | Cemento     | Alessandro da Col | Olivier Charroin Erik Chvojka | 6-2, 2-6, 10-8 |

#### Finali perse (3)
| N. | Data              | Torneo                             | Superficie  | Compagno          | Avversario in finale              | Punteggio      |
| 1. | 26 agosto 2001    | Trofeo Dimmidisì, Manerbio         | Terra rossa | Alessandro da Col | Attila Sávolt Thomas Strengberger | 5-7, 5-7       |
| 2. | 11 settembre 2005 | Genoa Open Challenger, Genova      | Terra rossa | Marco Pedrini     | Leonardo Azzaro Sergio Roitman    | 1-6, 4-6       |
| 3. | 10 giugno 2007    | Memorial Argo Manfredini, Sassuolo | Terra rossa | Daniele Giorgini  | Giorgio Galimberti Marcio Torres  | 3-6, 7-6, 6-10 |